# Michel Landi
Michel Landi, né le 15 décembre 1932 à Fontainebleau, est un dessinateur affichiste et décorateur français. Il a créé près de 1 500 affiches de cinéma : il est, avec Roger Soubie, Constantin Belinsky, Boris Grinsson, Jean Mascii, René Ferracci et Clément Hurel, l'un des plus prolifiques créateurs d'affiches de cinéma en France de la deuxième moitié du XXe siècle.

## Biographie
Michel Landi fait des études de dessin à l'académie des arts modernes et à l'école des arts appliqués à Paris. Il commence à composer des panneaux décoratifs pour les frontaux et les entrées de salles de cinéma et réalise des couvertures pour la revue du Reader's Digest. Il dessine ses premières affiches de film en s'associant à plusieurs agences de publicité du secteur. En 1986 l'affiche pour Harem d'Arthur Joffé lui vaut le César de la meilleure affiche. Il composa aussi des affiches pour la promotion de nombreux festivals de cinéma notamment le festival de Cannes en 1980, le festival du cinéma américain de Deauville en 1994, la publicité de pièces de théâtre telles Kean avec Jean-Paul Belmondo, Variations énigmatiques avec Alain Delon et des jaquettes de collections littéraires (éd. J'ai lu). Michel Landi a été le décorateur de quelques films comme La Fiancée du pirate et Papa les petits bateaux de Nelly Kaplan. 

## Affiches de cinéma

### Années 1960
- 1963 : Quatre du Texas, de Robert Aldrich
- 1964 :
  - Les Ambitieux, de Edward Dmytryk
  - Becket, de Peter Glenville
  - Les Cavaliers rouges, de Hugo Fregonese
  - Les Cheyennes, de John Ford
- 1965 :
  - Les Aventures amoureuses de Moll Flanders, de Terence Young (modèle A)
  - Les Aventures amoureuses de Moll Flanders, de Terence Young (modèle B)
  - L'Enquête, de Gordon Douglas
  - Falstaff d'Orson Welles [1]
  - Harlow, la blonde platine, de Gordon Douglas
  - Les Quatre Fils de Katie Elder, de Henry Hathaway
- 1966 : 
  - Alfie le dragueur, de Lewis Gilbert
  - Arrivederci, Baby !, de Ken Hughes
  - Jeunes gens en colère, de Daniel Petrie
  - El Dorado, de Howard Hawks
  - Judith, de Daniel Mann
  - Paris brûle-t-il ? de René Clément [2]
  - Sursis pour une nuit, de Robert Gist
- 1967 : 
  - Le Dernier Safari, de Henry Hathaway
  - Les Détraqués, de Elliot Silverstein
  - Si j'étais un espion, de Bertrand Blier
- 1968 :
  - Bague au doigt, corde au cou, de Fielder Cook
  - Bullitt de Peter Yates [3]
  - Il était une fois dans l'Ouest de Sergio Leone [4]
  - Bandits à Milan, de Carlo Lizzani
  - La Nuit des morts-vivants, de George A. Romero
  - Services spéciaux, division K, de Val Guest
  - Tarzan et l'Enfant de la jungle, de Robert Gordon
  - Will Penny le solitaire, de Tom Gries
- 1969 : 
  - À quelques jours près, de Yves Ciampi
  - Isadora, de Karel Reisz
  - Le Baiser papillon, de Hy Averback
  - Les Griffes de la peur, de David Lowell Rich

### Années 1970
- 1970 : 
  - L'Invasion, de Yves Allégret
  - La femme du prêtre, de Dino Risi
  - La Peau de Torpedo, de Jean Delannoy
  - Le Cerveau d'acier, de Joseph Sargent
  - Une messe pour Dracula, de Peter Sasdy
  - Vertige pour un tueur, de Jean-Pierre Desagnat
- 1971 : 
  - Au-delà de la sentence, de Sidney J. Furie
  - Un beau monstre, de Sergio Gobbi
  - Les Deux Anglaises et le Continent, de François Truffaut
  - Le drapeau noir flotte sur la marmite, de Michel Audiard
  - Les Émigrants, de Jan Troell
  - Mort d'un prof, de John Mackenzie
  - La Part des lions, de Jean Larriaga
  - La Rage du tigre, de Chang Cheh
  - Le Survivant, de Boris Sagal
- 1972 :
  - César et Rosalie, de Claude Sautet
  - Le Nouveau Monde, de Jan Troell
  - Les Intrus, de Sergio Gobbi
  - Les Maffiosi, de Florestano Vancini
  - Sentimentalement vôtre, de Carol Reed
  - Un meurtre est un meurtre, de Étienne Périer
  - Une belle fille comme moi, de François Truffaut
  - La Vieille Fille, de Jean-Pierre Blanc
- 1973 :
  - Dracula 73, d'Alan Gibson
  - Duel, de Steven Spielberg [5]
  - Flipper City, de Ralph Bakshi
  - L'Arnaque, de George Roy Hill
  - Le Concierge, de Jean Girault
  - Les Trois Mousquetaires, de Richard Lester
  - Les Voraces, de Sergio Gobbi
- 1974 : 
  - La Femme aux bottes rouges, de Juan Luis Buñuel
  - On l'appelait Milady, de Richard Lester
  - Parfum de femme de Dino Risi [6]
  - Julia et les hommes (de), de Sigi Rothemund
  - Un homme voit rouge, de Caspar Wrede
  - Dracula vit toujours à Londres, de Alan Gibson
- 1975 :
  - La Brigade du Texas, de Kirk Douglas
  - Que la fête commence, de Bertrand Tavernier [7]
  - Le Gitan, de José Giovanni
- 1976 : 
  - Dersou Ouzala, de Akira Kurosawa
  - Le Piège infernal, de Michael Apted
  - Todo modo d'Elio Petri
  - Soudain... les monstres, de Bert I. Gordon
- 1977 : 
  - Alice ou la Dernière Fugue, de Claude Chabrol
  - L'Île du docteur Moreau, de Don Taylor
  - Les Fougères bleues, de Françoise Sagan
- 1978 : 
  - Les Liens de sang, de Claude Chabrol
  - Sonate d'automne, d'Ingmar Bergman[8]
  - L'Horrible Invasion, de John Bud Cardos
  - Robert et Robert, de Claude Lelouch
- 1979 :
  - Don Giovanni, de Joseph Losey [9]
  - Le Silence qui tue, de Denny Harris
  - Le Vainqueur, de Steven Hilliard Stern
  - Les Guerriers de l'apocalypse, de Kōsei Saitō
  - Amityville, de Stuart Rosenberg
  - Phantasm, de Don Coscarelli

### années 1980
- 1980 :
  - L'Arme au poing, de Michael Winner
  - Au-delà de la gloire, de Samuel Fuller
  - La Cité des femmes, de Federico Fellini [10]
  - Contes pervers, de Régine Deforges
  - L'Enfer des zombies, de Lucio Fulci
  - Fog, de John Carpenter
  - Mama Dracula, de Boris Szulzinger
  - Pulsions, de Brian De Palma
  - Shogun, de Jerry London
  - Spectre, de Ulli Lommel
  - Le Survivant, de Boris Sagal
  - L'Ultime Attaque (Zulu Dawn) de Douglas Hickox
- 1981 : 
  - Asphalte, de Denis Amar
  - Le Chinois, de Robert Clouse
  - Dr Jekyll et les femmes, de Walerian Borowczyk
  - Les Fantasmes de Madame Jordan, de Dušan Makavejev
  - La Flambeuse, de Rachel Weinberg
  - La Ferme de la terreur, de Wes Craven
  - Halloween 2, de Rick Rosenthal
  - Hurlements, de Joe Dante
  - Mad Max 2, de George Miller
  - Massacres dans le train fantôme, de Tobe Hooper
  - La Plage sanglante, de Jeffrey Bloom
  - Les Plouffe, de Gilles Carle
  - Réincarnations, de Gary Sherman
  - Venin, de Piers Haggard et Tobe Hooper
- 1982 :
  - L'Amérique interdite, de Romano Vanderbes
  - Amityville 2 : Le Possédé, de Damiano Damiani
  - La Balance de Bob Swaim [11]
  - Blow Out, de Brian De Palma
  - La Cage aux poules, de Colin Higgins
  - Capitaine Malabar dit La Bombe, de Michele Lupo
  - Class 1984, de Mark L. Lester
  - Les Derniers Monstres, de Dino Risi
  - Espion, lève-toi, de Yves Boisset
  - La Fièvre de l'or, de Charlton Heston
  - Halloween 3, de Tommy Lee Wallace
  - De Leeuw van Vlaanderen, de Hugo Claus
  - Le Loup-garou de Londres, de John Landis
  - La Nuit de San Lorenzo, de Paolo Taviani
  - Passeport pour l'enfer, de Ann Hui
  - Philadelphia Security, de Lewis Teague
  - De plein fouet, de Brian G. Hutton
  - Travail au noir, de Jerzy Skolimowski
  - La Valse des pantins, de Martin Scorsese
  - Wolfen, de Michael Wadleigh
- 1983 :
  - À bout de souffle, made in USA, de Jim McBride
  - À la poursuite de l'étoile, de Ermanno Olmi
  - Cujo, de Lewis Teague
  - Danton d'Andrzej Wajda [12]
  - Derrière la porte, de Liliana Cavani
  - Du sang sur la Tamise, de John Mackenzie
  - Hysterical, de Chris Bearde
  - Jamais plus jamais, de Irvin Kershner
  - La Scarlatine, de Gabriel Aghion
  - Les Mots pour le dire, de José Pinheiro
  - Siège, de Paul Donovan
  - Stella, de Laurent Heynemann
  - Vigilante, de William Lustig
- 1984 : 
  - Angel, de Robert Vincent O'Neill
  - Attention les dégâts, de Enzo Barboni
  - Bolero, de John Derek
  - C'est dans la poche, de Daniel Mann
  - C'est la faute à Rio, de Stanley Donen
  - Carmen, de Francesco Rosi
  - Canicule, d'Yves Boisset
  - Don Camillo, de Terence Hill
  - L'Addition, de Denis Amar
  - Le Garde du corps, de François Leterrier
  - Out of order, de Carl Schenkel
  - Réveillon chez Bob, de Denys Granier-Deferre
  - La Route des Indes, de David Lean
- 1985 :
  - De vlaschaard, de Jan Gruyaert
  - Harem d'Arthur Joffé [13]
  - Les Fraises sauvages, de Ingmar Bergman
  - Massacre à la tronçonneuse 2, de Tobe Hooper
  - Ni avec toi ni sans toi, de Alain Maline
  - Parole de flic, de José Pinheiro
  - Pizzaiolo et Mozzarel, de Christian Gion
  - Le Retour des morts-vivants, de Dan O'Bannon
  - Signé Charlotte, de Caroline Huppert
  - Spécial Police, de Michel Vianey
- 1986 :
  - Aliens, le retour, de James Cameron
  - L'Étincelle, de Michel Lang
  - Les Interdits du monde, de Chantal Lasbats
  - Matador, de Pedro Almodóvar
  - Runaway Train, de Andreï Kontchalovski
- 1987
  - Aux frontières de l'aube, de Kathryn Bigelow
- 1988
  - Les Ecorchés, de Tony Randel
- 1989 : 
  - Le Diable au corps, de Scott Murray
  - Phantasm 2, de Don Coscarelli
  - Le Peuple singe de Gérard Vienne[14]
  - Young Guns, de Christopher Cain

### années 1990
- 1990
  - Cabal, de Clive Barker
- 1992
  - L'Inconnu dans la maison, de Georges Lautner

### après 2000
- 2001 : Mon père, il m'a sauvé la vie de José Giovanni[15]

### Ressorties
- La Momie (1932), de Karl Freund
- L'Idiot (1946), de Georges Lampin

## Source
- site de Ciné-Ressources